# Broquelet

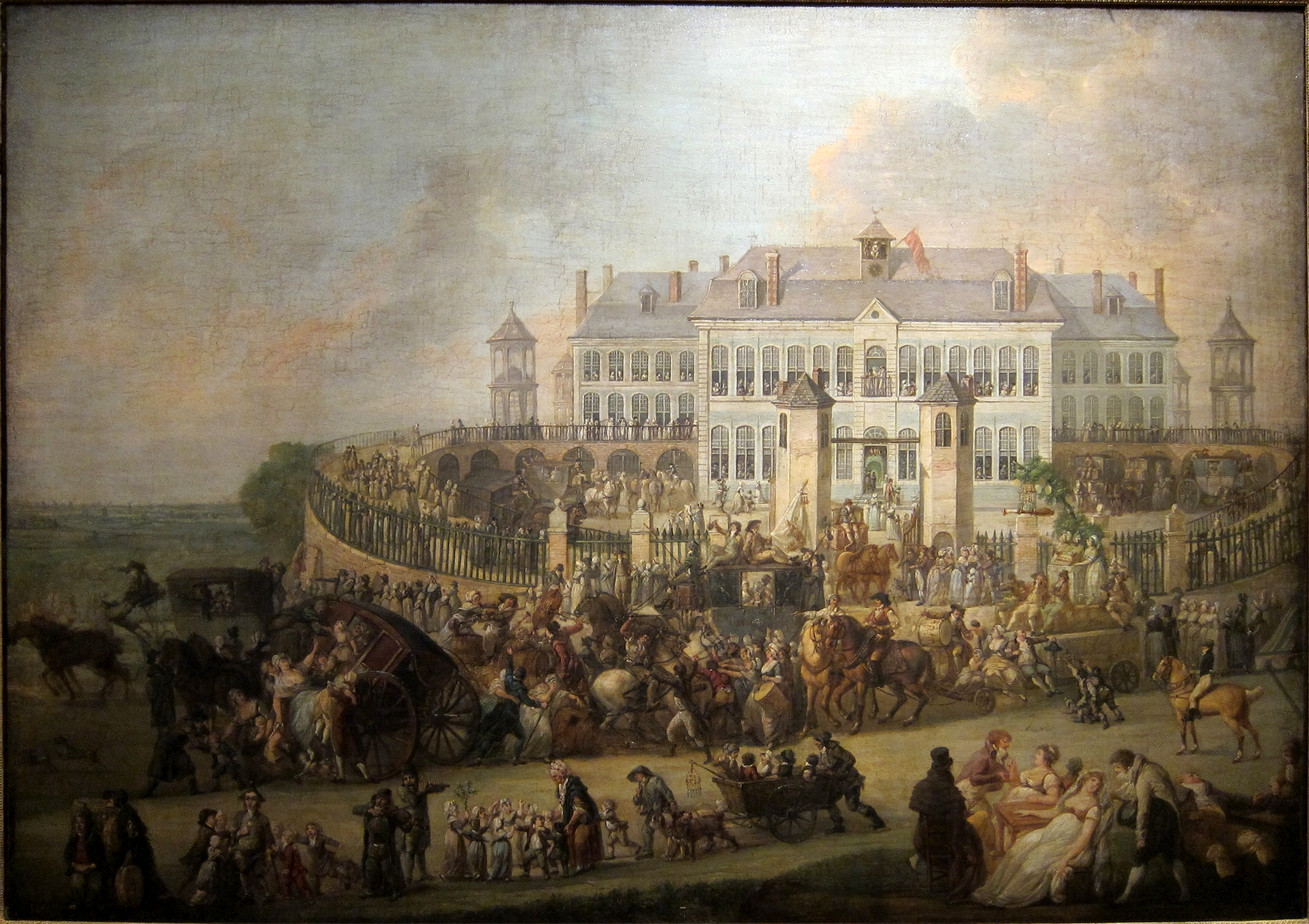
Fête du Broquelet en 1803. Tableau de François-Louis-Joseph Watteau au musée de l'Hospice Comtesse

Le Broquelet était une grande  fête populaire des ouvriers du textile lillois se déroulant chaque année le  9  mai, jour de la translation de Saint-Nicolas.
Cette fête qui tirait son nom du broquelet, fuseau des dentellières lilloises, était à l’origine celle des dentellières et  devint ensuite également celle des filtiers  puis de l’ensemble des ouvriers du textile.
Cette fête datant du XVIe siècle resta  peu importante jusqu’au XVIIe siècle, se développa au XVIIIe siècle, atteint son apogée dans les première décennies du XIXe siècle, déclina au milieu du siècle et disparut en 1861.

## Histoire de la fête
L’historien Alain Lottin remarque qu’Ignace Chavatte, ouvrier sayetteur à Saint-Sauveur, qui évoque d'autres fêtes (Procession de Lille, fête de la Saint-Jean)  ne la mentionne pas dans sa chronique des années 1660 à 1690. Alain Lottin considère le développement de cette fête au cours du  XVIIIe siècle lié à la croissance du nombre de dentellières.
La sayetterie et la bourgetterie, activités artisanes masculines de tissage d’étoffes, prospères au XVIe siècle et première moitié du XVIIe siècle, ont décliné au XVIIIe siècle  à la suite de la fermeture de marchés. La suppression en 1777 du monopole de fabrication de ces étoffes à Lille acquis en 1524 (arrêt donnant le droit  aux campagnes de fabriquer ces tissus) leur porta un coup fatal.  Ce déclin a été compensé par le développement de la dentellerie qui aurait employé près de la moitié de la population féminine de Lille en 1789  et celle de la filterie, activité masculine de transformation du lin en fil à coudre. Les métiers de filtiers et de dentellières se sont réunis au cours du XVIIIe siècle sous le patronage de saint Nicolas.
À partir de la deuxième moitié du XVIIIe siècle, la fête du Broquelet se déroulait à Wazemmes, faubourg à l’extérieur des remparts de Lille jusqu’à l’annexion de 1858, à la guinguette de la Nouvelle Aventure  située à l’emplacement actuel de la place du Marché. Ce vaste établissement pouvait accueillir plusieurs milliers de personnes.
La fête durait plusieurs jours, huit jours puis trois jours. La fin du troisième jour était marquée par la translation de Saint-Nicolas consistant à noyer symboliquement le saint dans la Deûle au pont tournant du pont de la Barre
La fête déclina vers 1850 et disparut avec la fermeture de la guinguette de la Nouvelle Aventure démolie pour aménager la place du Marché. La dernière fête eut lieu du 9 au 13 mai 1861.

## Le Broquelet par Alexandre Desrousseaux
Le chansonnier Alexandre Desrousseaux évoque la fête d’autrefois par la voix d’une vieille dentellière.
Original en patois (typographie de l'édition respectée) et traduction en français.
| Texte en patois | Traduction en français |
| --- | --- |
| Le Broquelet d’autrefois Vous volez donc que j’ vous raconte, Comme on faitjot l’fièt’ du Broquelet ? Vous allez m’dir’ : Ch’est un vieux conte, On n’povot point tant s’amuser. Ah ! Vous povez bien m’croire, J’lai présinte à m’mémoire. Et t’nez rien d’y pinser, Je m’sins danser, Malheureus’mint, J’sus cloé su’ m’ cayère, A tout moumint j’ crains d’ dev’nir quarterière. Au lieu qu’in ch’temps là, Viv’ comme un p’tit cat, J’rios, j’cantos, j’ faijos d’s interchats. Jeune’ homme et fillettes, L’ bon vieux temp’ est passé. Allez, tous vos fiêtes n’vaut t’nt point l’fiêt’ du Broque’let ! On s’y pernot quinz’ jours d’avanche Pour êt’ tertou’ au pus faraut ; O ouvrot tard, fiête et dimanche, Pour ramasserun p’tit mugot. Alors les dintellières Povot’tent faire les fières, I’ n’ dépindot’tent point D’un muscadin Cha paraît fort, mais sans s’donner trop d’peien. Un louis d’or, i gaingnott’nt par semaine ; Aussi leurs darons Berchott’nt les poupons, Faijot’tent la soupe’, lavott’nt les masons. On n’povot pus r’connoite l’ville Quand ch’ biau jour éto’ arrivé ; Rue’ et courette’, infin tout Lille, D’ bouquets d’fleurs éto’ ajoulié, On veyot des couronnes Presque autant que d’personnes, Au mitan d’ des cap’lets, In écal’s d’oeués ; Ch’étoot l’printemps, les p’tits filles comm’ les grandes, D’ biell’s fleurs des camps, tressot’tent des guirlandes ; In sign’ d’amitié, L’s ouveriers filtiers Près des babenn’s mettott’nt des broq’lets On n’moucot point sin né à s’manche Cha n’impêchot point d’ête heureux, Après avoir bien rimpli s’panche Les jeun’s fille’ et les amoureux, Aïant l’bonheur su’l’ mine, Partott’nt à la badine, S’ pourmener au faubou, Prop’s comme un sou Pou’ l’s admirer et vir leu-z-air bénache, Su’ l’ grand pavé, tout l’mond’ leu faijot plache ; Eusse, in se r’viettiant Marchott’nt in riant, Autant, dansant et tout s’tortinant. Au faubou q s’app’lot Wazemmes, Quand i’ s’avott’nt bien pourmenés ; Tout chés jeun’s fill’s, chés homm’s, chés femmes, Tout joyeux, s’in allot danser A l’ Nouvielle-Avinture Là, montrant leu tournure, Il ‘ avott’nt pus d’plaisi Qu’au Paradis. Et quand v’not l’nuit, chés garchons, chés fillettes, In much’-tin-pot, allott’nt dins les gloriettes. L’ temps paraîchot court, In s’faisant l’amour, Sans y pinser, on attrot l’jour. L’homme l’pus r’nommé pou l’corache, S’arot plutôt cassé les bras Que d’ sin aller r’prinde s’n ouvrache, Avant d’noyer Saint-Nicolas, Ch’ n’est qu’au bour d l’huuitaine Qu’allo’ avec peine, Vir jéter l’ joyeux saint Din’ un bassin. Les grands, les p’tits, tout autour de l’rivière Et l’ cœur saisi, versott’nt des larmes… d’bière. Quand l’grand saint prêchot, Bien vite on compôt : Eun’ ! deu’ ! et tros !!! dins l’iau on l’ jétot !... SAINT-NICOLAS n’étot point biête, Au point d’aller s’noyer tout d’ bon ; I’ s’contitot d’piquer eun’ tiête Et de r’venir boire un pochon… V’là comm finichot l’fiête. Mais pourfaire eune om’lette, Mes bonn’s gins, vous l’savez, On cass’ des oeués. Au bout d’neuf mos, pus d’eun’fille étot mère, On s’consollot, on n’avot point d’misère… Ch’ malheur arrivé, Lon de s’désoler, Avec plaisi on vantot l’Broquelet | Le Broquelet d’autrefois Vous voulez donc que je vous raconte, Comme on faisait la fête du Broquelet ? Vous allez me dire : c’est un vieux conte, On ne pouvait pas tant s’amuser. Ah ! Vous pouvez bien me croire, Je l’ai présente à ma mémoire. Et tenez, rien que d’y penser, Je me sens danser, Malheureusement, je suis clouée sur ma chaise, A tout moment je crains de devenir invalide. Au lieu qu’en ce temps -là, Vive comme un petit chat, Je riais, je chantais, je faisais des entrechats. Jeunes hommes et jeunes filles, Le bon vieux temps est passé. Allez, toutes vos fêtes ne valent pas la fête du Broquelet ! On s’y prenait quinze jours à l’avance Pour être tous au mieux ; On travaillait tard, fête et dimanche, Pour ramasser un petit magot. Alors les dentellières Pouvaient faire les fières, En ne dépendant pas D’un muscadin Ca paraît fort, mais sans se donner trop de peine. Un louis d’or, ils gagnaient par semaine ; Aussi leurs parents Berçaient les poupons, Faisaient la soupe, le ménage. On ne pouvait plus reconnaître la ville Quand ce beau jour était arrivé ; Rues et courées, enfin tout Lille, Etaient ornés de bouquets de fleurs On voyait des couronnes D’écailles d’oeufs Presque autant que de personnes C’était le printemps, les petites filles comme les grandes De belles fleurs des champs tressaient des guirlandes En signe d’amitié Les ouvriers filtiers Se mettaient des broquelets aux lèvres /.../ Après s’être rempli la panse Les jeunes filles et les amoureux S’en allaient, heureux, Bras dessus, bras dessous Propres comme un sou Se promener au faubourg Sur le grand pavé ; Tout le monde leur faisait place Pour les admirer Et voir leur air joyeux Eux marchaient, riant, dansant, se tortillant Au faubourg qui s’appelait Wazemmes. Quand ils s’étaient bien promenés Ils allaient tout joyeux danser A la Nouvelle Aventure Là, montrant leur tournure, Ils avaient plus de plaisir qu’au Paradis Quand la nuit venait Garçons et filles Allaient se cacher dans les gloriettes Le temps paraissait court En faisant l’amour, Le jour arrivait sans y penser L’homme le plus courageux Se serait cassé le bras Plutôt que de retourner au travail Avant de noyer Saint-Nicolas Ce n’était qu’au bout de huit jours Qu’on allait voir Jeter le joyeux saint Dans un bassin Les grands, les petits, tout autour de la rivière Le cœur saisi, versaient des larmes… de bières Quand le grand saint prêchait Bien vite on comptait Une, deux, et trois !! On le jetait dans l’eau Saint-Nicolas n’était pas bête Au point d’aller se noyer Il se contentait de piquer une tête Et de revenir boire un coup Voilà comment finissait la fête Mais pour faire une omelette On casse des œufs Au bout de neuf mois plus d’une fille était mère On se consolait. Ce malheur arrivé, Loin de se désoler Avec plaisir on vantait le Broquelet |

Deux autres textes de Desrousseaux évoquent cette fête (extraits traduits en français).
Le Broquelet d’aujourd’hui datant vraisemblablement des années précédant la fermeture  de la Nouvelle Aventure, la fête semblant avoir quelque peu perdu son éclat.
« Chaque jour on entend  dire qu’il n’y a plus de belle fête à Lille,  et même on prétend  Que le Broquelet ne donne  plus d’amusement/…/ Non, non, tel qu’il est, le Broquelet, N’est point déjà si laid »
Avant le Broquelet  écrit 30 ans plus tard  « Non, non, tel qu’il est, le Broquelet, N’est point déjà si laid. Mais voilà trente ans. Maintenant cette fête n’a presque plus rien de beau ni de laid. Elle est quasiment au tombeau. »
Il semble donc que le Broquelet se soit perpétué modestement après 1861 avant de s’éteindre   .

## La fête du 140ème anniversaire
Une fête fut organisée à Wazemmes du 9 au 13 mai 2001 pour fêter le 140e anniversaire de ce dernier Broquelet comprenant des conférences, des causeries, un bal folk, des jeux.